# Kostel svaté Máří Magdaleny (Česká Lípa)
Kostel svaté Máří Magdaleny byl postaven v polovině 13. století u řeky Ploučnice v České Lípě a obnoven roku 1460. Později k němu byla postavena budova proboštství. Oba objekty jsou dnes na nábřeží Bedřicha Smetany ve středu města a v majetku i používání římskokatolické církve. Od roku 1965 je kostel i sousední budova proboštství zapsána do celostátního seznamu kulturních památek pod číslem 33485/5-2775.

## Historie

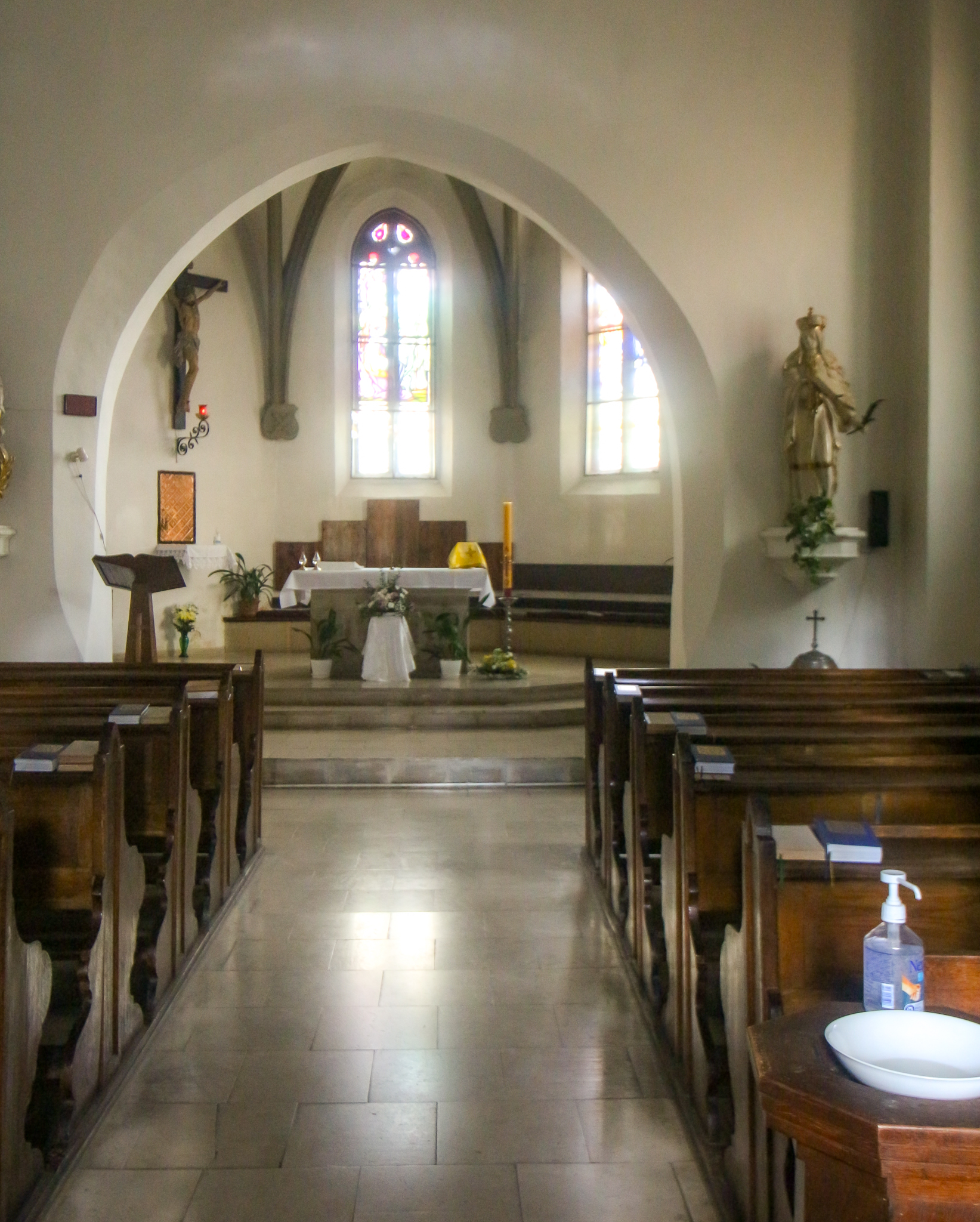
Interiér kostela

Kostelík byl postaven v gotickém slohu před rokem 1400. Předtím zde stál špitál plaských cisterciáků, kteří do budoucího města přišli roku 1253. V době vpádu lužických vojsk byl nevelký kostel poničen. Vlastník města Jindřich Berka z Dubé, (švagr krále Jiřího z Poděbrad) jej v roce 1460 nechal opravit.
Zhruba v roce 1490 byla v těsném sousedství přistavěna budova plaského proboštství (cisterciáci) a samotný kostel byl přestavěn ve stylu saské pozdní gotiky. Proboštství bylo za husitů vypáleno, v roce 1724 zapáleno bleskem, k přestavbě do barokního slohu došlo v roce 1756 (za plaského opata Fortunáta Hartmanna). Když mateřský klášter cisterciáků byl zrušen, místní areál koupil roku 1786 hrabě Michael Karel Josef z Kounic, který tehdy vlastnil polovinu města.
K další přestavbě došlo v roce 1872.
V roce 1922 budovu koupilo město a roku 1958 byla budova opravena a stala se sídlem děkana.

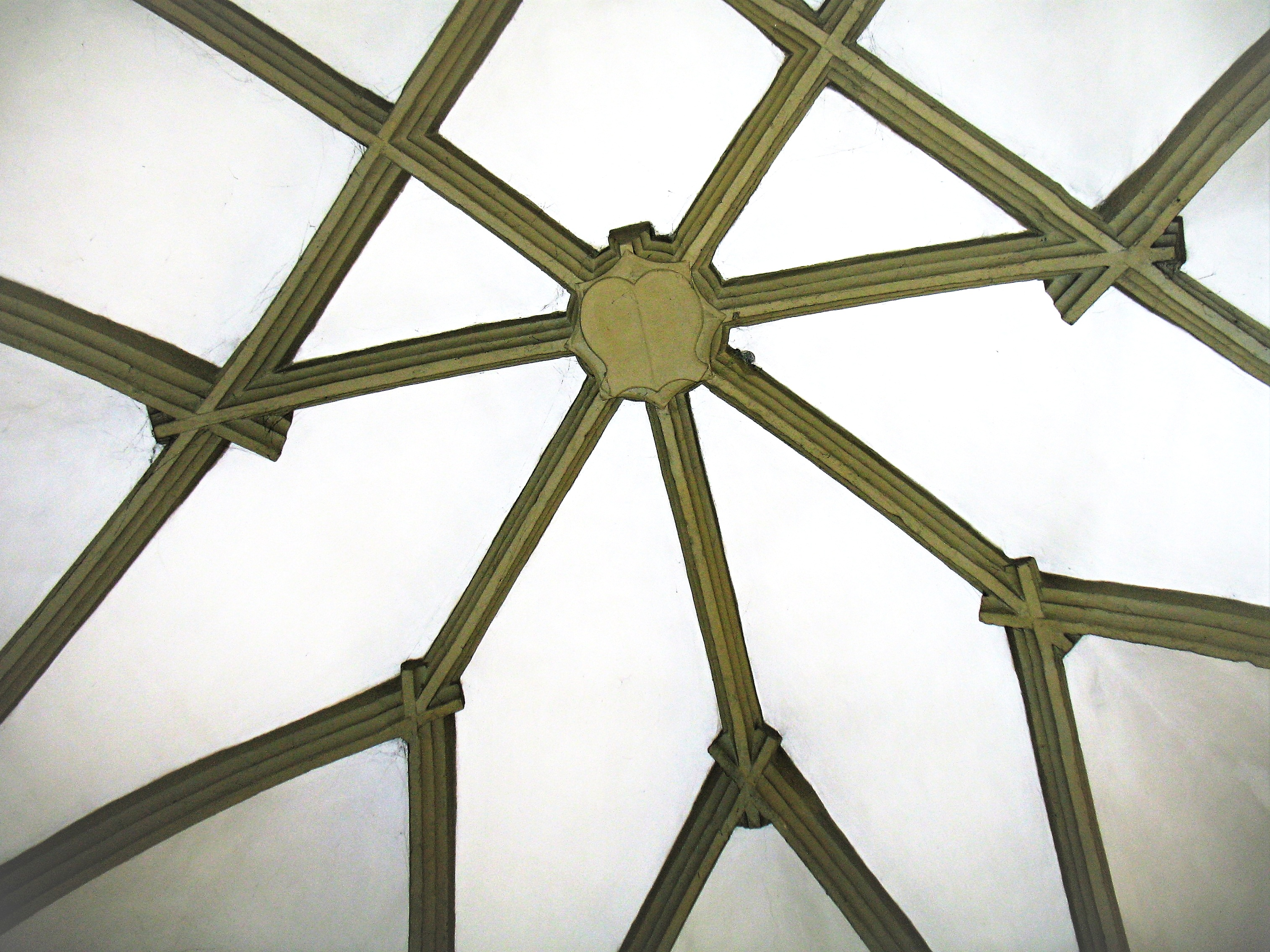
Gotický strop v presbytáři

## Chráněné lípy
Na nevelké zahradě, dříve hřbitově, u kostela a proboštství jsou dvě státem chráněné lípy, stářím odpovídající době založení proboštství.

## Odkazy

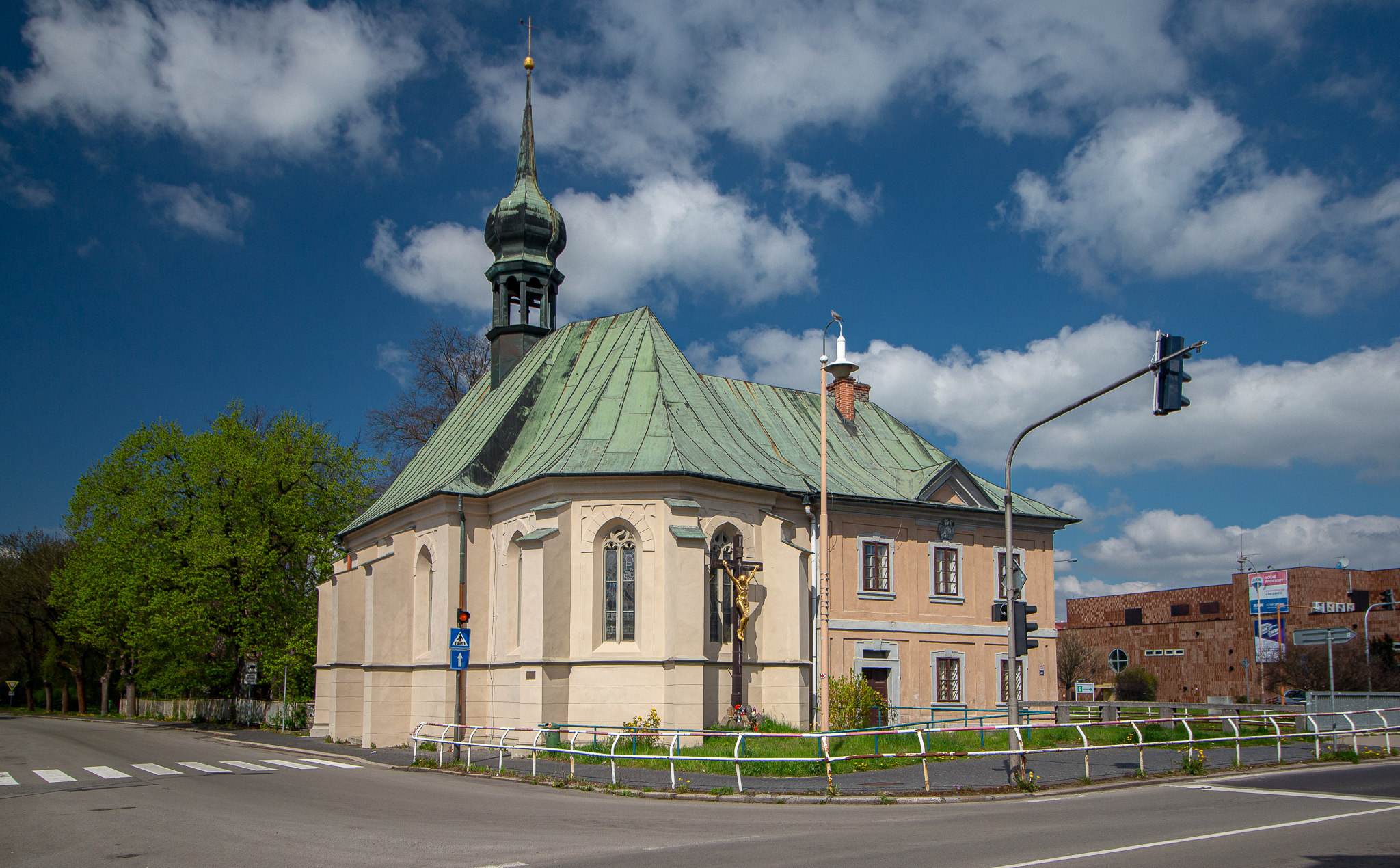
Pohled na kostel i faru z Hrnčířské ulice